# François Lavallée (conteur)
Pour les articles homonymes, voir François Lavallée et Lavallée.
François Lavallée est né en 1976. Il est artiste, conteur, conférencier et formateur québécois.

## Biographie
« Nourri par les racines, François Lavallée a la certitude que nos vies en surface s’ancrent bien plus profondément que ce que l’on croit. Derrière son regard doux, sa voix sûre et son timbre rassurant, affleure un univers sombre et irrémédiablement marqué par la perte : celle de l’enfance, des racines ou de la mémoire. Remonter le cours, chercher la source, s’émouvoir de cette quête et, à coup de mots, construire des images en forme d’histoires tendres et cruelles. Sublimer le réel. »
François Lavallée a acquis une solide réputation dans le milieu du conte. Depuis 1995, il travaille activement à revaloriser la littérature orale. Artiste, conteur, formateur et conférencier, son métier l'a amené à sillonner plusieurs pays, dont la France, la Belgique, le Nunavik, le Niger, l'Équateur, l'île de La Réunion, ainsi que la Roumanie.
« Mon parcours est celui d’un ramancheur de vieilles légendes, de collecteur d’imaginaires, de rêveur de réalités et de diseur d’humanité qui dit comme il respire… Le conte est la parole d’un individu portant en bandoulière sa parole, ses idées, ses préoccupations, ses rêves… Bref, le bagage du voyageur à partager par le biais d’entretiens avec l’autre, tout cela dans le but de se rencontrer, de se regarder soi-même dans le miroir de l’autre et de développer sa vision du monde », dira l’artiste.
En 2005, il est amené à représenter le Canada lors des Jeux de la francophonie à Niamey au Niger. Il gagne notamment la médaille d'or avec son conte intitulé « Le recycleur de talents ». En 2017, lors du Festival Le Rendez-Vous des Grandes-Gueules qui se déroule à Trois-Pistoles, il gagne le Prix Jocelyn Bérubé,.
François Lavallée donne aussi des ateliers scolaires. Ses ateliers ont pour but d'amener les étudiants à vivre les différentes étapes de la création des contes.

## Œuvre

### Contes
- Le recycleur de talents (avec Marie-Claude Lord), Saint-Denis-sur-Richelieu, Voisins d'en face, 2003, 32 p.  (ISBN 9782923217000)
  - Le recycleur de talents, Montréal, Planète rebelle, 2007, 32 p.  (ISBN 9782922528688)
- Le solitaire qui cultive le silence (avec Marie-Claude Lord), Saint-Denis-sur-Richelieu, Voisins d'en face, 2005, 18 p.  (ISBN 9782923217017)
- Coucou bonheur, Montréal, Planète rebelle, 2010, 39 p.  (ISBN 9782923735092)
- Le soleil de Charles(avec Jennifer Couëlle et Katia Belsito), Montréal, Planète rebelle, 2014, 25 p.  (ISBN 9782923735641)

### Livres audio
- Arthur la Carotte et le rêve magique, Montréal, Planète rebelle, 2006, 39 p.  (ISBN 9782922528633)
- L'or du roi Midas (avec Glen Huser, Philippe Béha et Giannis Georgantelis), Montréal, Planète rebelle, 2017, n.p.  (ISBN 9782924174876)
- Le carnaval des merveilles et des monstres (avec Giannis Georgantelis, Katerina Veroutsou, Katerina Vitsentzos et Michalis Makropoulos), Montréal, Planète rebelle, n.p.  (ISBN 9782924797112)

## Prix et honneurs
- 2005 : lauréat de la médaille d'or lors du concours Contes et conteurs au Ves Jeux de la francophonie à Niamey au Niger (pour «Le recycleur de talents»)[3].
- 2017 : lauréat du Prix Jocelyn Bérubé remis par le Festival Le Rendez-Vous des Grandes-Gueules à Trois-Pistoles[3].